# Persone di nome Charles/Scrittori
| Questa pagina contiene informazioni ricavate automaticamente dalle voci biografiche con l'ausilio del template Bio e di un bot. L'aggiornamento è periodico e automatico e ricostruisce completamente la pagina. Se manca una persona in questa lista, sei pregato di non aggiungerla, ma accertati piuttosto che la sua voce biografica contenga il template Bio e che i dati anagrafici siano correttamente compilati. Se il template Bio manca, inseriscilo tu stesso o, in alternativa, metti l'avviso {{tmp\|Bio}} che ne segnala la mancanza. Se i dati riportati sono sbagliati, correggi direttamente la voce biografica; le modifiche saranno visibili in questa lista entro pochi giorni. Per chiarimenti vedi il progetto antroponimi. La lista contiene solo le 84 persone che sono citate nell'enciclopedia e per le quali è stato implementato correttamente il template Bio. Pagina aggiornata al 6 mag 2025. |

Questa è una lista di persone presenti nell'enciclopedia che hanno il nome Charles e sono scrittori.

## A(3)
- Grant Allen, scrittore e naturalista canadese (Kingston, n. 1848 - Hindhead, † 1899)
- Charles Ancillon, scrittore francese (Metz, n. 1659 - † 1715)
- Charles Astor Bristed, scrittore statunitense (New York, n. 1820 - Washington, † 1874)

## B(7)
- Charles Baxter, scrittore statunitense (Minneapolis, n. 1947)
- Charles Beaumont, scrittore e sceneggiatore statunitense (Chicago, n. 1929 - Woodland Hills, † 1967)
- Charles Berlitz, scrittore statunitense (New York, n. 1914 - Tamarac, † 2003)
- Charles Bertram, scrittore inglese (Londra, n. 1723 - † 1765)
- Charles Blount, scrittore inglese (Upper Holloway, n. 1654 - Londra, † 1693)
- C. J. Box, scrittore statunitense (Casper, n. 1958)
- Charles Brockden Brown, scrittore statunitense (Filadelfia, n. 1771 - † 1810)

## C(4)
- Bruce Chatwin, scrittore e viaggiatore britannico (Sheffield, n. 1940 - Nizza, † 1989)
- Charles Churchill, scrittore britannico (Westminster, n. 1731 - Boulogne-sur-Mer, † 1764)
- Charles Coffey, scrittore e drammaturgo irlandese (Contea di Westmeath - Londra, † 1745)
- Charles Cotolendi, scrittore francese (Aix-en-Provence)

## D(14)
- Lewis Carroll, scrittore, poeta e fotografo britannico (Daresbury, n. 1832 - Guildford, † 1898)
- Charles D'Ambrosio, scrittore statunitense (Seattle, n. 1958)
- Frédéric Dard, scrittore francese (Jallieu, n. 1921 - Bonnefontaine, † 2000)
- Charles Davenant, scrittore inglese (n. 1656 - † 1714)
- Charles Dazey, scrittore, commediografo e sceneggiatore statunitense (Lima, n. 1855 - Quincy, † 1938)
- Charles De Coster, scrittore belga (Monaco di Baviera, n. 1827 - Ixelles, † 1879)
- Charles Dickens, scrittore e giornalista britannico (Portsmouth, n. 1812 - Higham, † 1870)
- Charles Dickens Jr., scrittore e editore inglese (Holborn, n. 1837 - Fulham, † 1896)
- Charles Du Bos, scrittore e critico letterario francese (Parigi, n. 1882 - † 1939)
- Charles Duchaussois, scrittore francese (n. 1940 - † 1991)
- Charles Pinot Duclos, scrittore e storico francese (Dinan, n. 1704 - Parigi, † 1772)
- Charles Duhigg, scrittore e giornalista statunitense (New Mexico, n. 1974)
- Charles Duits, scrittore, pittore e poeta francese (Neuilly-sur-Seine, n. 1925 - Parigi, † 1991)
- Charles de Gaulle, scrittore francese (Valenciennes, n. 1837 - Parigi, † 1880)

## E(2)
- Charles Exbrayat, scrittore francese (Saint-Étienne, n. 1906 - Saint-Étienne, † 1989)
- Vincent Starrett, scrittore e giornalista statunitense (Toronto, n. 1886 - Chicago, † 1974)

## F(4)
- Henry Farrell, scrittore e sceneggiatore statunitense (Madera, n. 1920 - Pacific Palisades, † 2006)
- Charles Henri Ford, scrittore, fotografo e regista statunitense (Brookhaven, n. 1908 - New York, † 2002)
- Charles Fort, scrittore statunitense (Albany, n. 1874 - New York, † 1932)
- Charles Frazier, scrittore statunitense (Asheville, n. 1950)

## G(3)
- Charles William Goyen, scrittore, curatore editoriale e insegnante statunitense (Trinity, n. 1915 - Houston, † 1983)
- Charles L. Grant, scrittore statunitense (Newark, n. 1942 - † 2006)
- Charles Greville, scrittore e politico britannico (Londra, n. 1794 - Londra, † 1865)

## H(6)
- Charles F. Haanel, scrittore statunitense (Ann Arbor, n. 1866 - † 1949)
- Roger Hargreaves, scrittore e illustratore britannico (Cleckheaton, n. 1935 - Guernsey, † 1988)
- Charlie Higson, scrittore inglese (n. 1958)
- Charles Lotin Hildreth, scrittore, poeta e giornalista statunitense (n. 1853 - † 1896)
- Charles Howard Hinton, scrittore britannico (Regno Unito, n. 1853 - Washington, † 1907)
- Charles Hugo, scrittore e giornalista francese (Parigi, n. 1826 - Bordeaux, † 1871)

## J(1)
- Charles R. Johnson, scrittore statunitense (Evanston, n. 1948)

## K(3)
- Chuck Kinder, scrittore statunitense (Montgomery, n. 1946 - Key Largo, † 2019)
- Charles Kingsley, scrittore, docente e presbitero britannico (Holne, n. 1819 - Eversley, † 1875)
- Paul de Kock, scrittore francese (Passy, n. 1793 - Parigi, † 1871)

## L(4)
- Charles Lamb, scrittore, poeta e drammaturgo inglese (Londra, n. 1775 - Edmonton, † 1834)
- Charles Le Carpentier, scrittore e pittore francese (Pont-Audemer, n. 1744 - Rouen, † 1822)
- Charles Leadbeater, scrittore britannico
- Charles Lever, scrittore irlandese (Dublino, n. 1806 - Trieste, † 1872)

## M(4)
- Charles Malato, scrittore, giornalista e anarchico francese (Foug, n. 1857 - Parigi, † 1938)
- Charles Robert Maturin, scrittore e drammaturgo irlandese (Dublino, n. 1782 - Dublino, † 1824)
- Charles Portis, scrittore statunitense (El Dorado, n. 1933 - Little Rock, † 2020)
- Charles Langbridge Morgan, scrittore, critico teatrale e drammaturgo inglese (Bromley, n. 1894 - Londra, † 1958)

## N(2)
- Charles Nicholl, scrittore e biografo britannico (Londra, n. 1950)
- Charles Nordhoff, romanziere inglese (Londra, n. 1887 - † 1947)

## O(1)
- Charles Kay Ogden, scrittore e linguista inglese (Rossall, n. 1889 - Londra, † 1957)

## P(4)
- Charles Péguy, scrittore, poeta e saggista francese (Orléans, n. 1873 - Villeroy, † 1914)
- Charles Perrault, scrittore francese (Parigi, n. 1628 - Parigi, † 1703)
- Edgar du Perron, scrittore olandese (Jatinegara, n. 1899 - Bergen, † 1940)
- Charles Poplimont, romanziere e storico belga (Dendermonde, n. 1821 - Chorlton-on-Medlock, † 1887)

## R(4)
- Charles Rabou, romanziere e giornalista francese (Parigi, n. 1803 - Parigi, † 1871)
- Charles Reade, scrittore e drammaturgo inglese (Ipsden, n. 1814 - Londra, † 1884)
- Charles Rivière, scrittore e drammaturgo francese (Parigi, n. 1648 - Parigi, † 1724)
- Charles Henry Ross, scrittore inglese (Londra, n. 1835 - † 1897)

## S(11)
- Charles de Marguetel de Saint-Denis de Saint-Evremond, scrittore francese (Saint-Denis-le-Gast, n. 1613 - Londra, † 1703)
- Charles R. Saunders, scrittore e giornalista statunitense (Elizabeth, n. 1946 - Dartmouth, † 2020)
- Charles Kenneth Scott Moncrieff, scrittore e traduttore britannico (Stirlingshire, n. 1889 - Roma, † 1930)
- Charles Sealsfield, scrittore e giornalista austriaco (Popice, n. 1793 - Soletta, † 1864)
- Charles Herbert Shaw, scrittore, giornalista e sceneggiatore australiano (South Melbourne, n. 1900 - Sydney, † 1955)
- Charles Simmons, scrittore statunitense (New York, n. 1924 - New York, † 2017)
- Charles Percy Snow, scrittore e fisico inglese (Leicester, n. 1905 - Londra, † 1980)
- Charles Sorel, scrittore francese (Parigi, n. 1602 - † 1674)
- Émile Souvestre, scrittore e storico francese (Morlaix, n. 1806 - Montmorency, † 1854)
- Charles de Spoelberch de Lovenjoul, scrittore belga (Bruxelles, n. 1836 - Royat, † 1907)
- Charles H. Sweetser, scrittore, giornalista e editore statunitense (Athol, n. 1841 - New York, † 1871)

## T(1)
- Charles Tylor, scrittore inglese (Cripplegate, n. 1816 - Brighton, † 1902)

## W(4)
- Charles Webb, scrittore statunitense (San Francisco, n. 1939 - Eastbourne, † 2020)
- Charles Willeford, scrittore, poeta e critico d'arte statunitense (Little Rock, n. 1919 - Miami, † 1988)
- Charles Williams, scrittore e poeta inglese (Londra, n. 1886 - Oxford, † 1945)
- Charles Williams, scrittore statunitense (San Angelo, n. 1909 - Los Angeles, † 1975)

## Y(2)
- Charles Yriarte, scrittore e disegnatore francese (Parigi, n. 1832 - Parigi, † 1898)
- Charles Yu, scrittore statunitense (Los Angeles, n. 1976)